# Neptunus (1789)
Lo HDMS Neptunus è stato un vascello da 80 cannoni in servizio tra il 1791 e il 1807 nella Reale Marina dei Regni di Danimarca e Norvegia

## Storia
Il vascello da 80 cannoni Neptunus, progettato dall'ingegnere navale Henrik Gerner, fu costruito presso il cantiere navale Nyholm Dyd di Copenaghen a partire dal 1787, e fu varato nel 1789 entrando in servizio attivo nella Kongelige danske marine nel 1791. Nel 1804 vi prestava servizio il sekondløjtnant Peter Willemoes.  L'unità partecipò alla seconda battaglia di Copenaghen, il 7 settembre 1807. Dopo la resa agli inglesi, la nave partì per raggiungere la Gran Bretagna, e mentre era in navigazione e si stava dirigendo a nord nel Sound, si incagliò sulla scogliera di Tårbæk vicino a Hven, a circa 6 miglia nautiche a nord della Capitale. Nonostante i grandi sforzi messi in atto per il suo recupero il vascello rimase incagliato, e fu quindi incendiato.
Circa 36 membri dell'equipaggio giunsero in Gran Bretagna venendo rinchiusi su una nave prigione, principalmente a Plymouth, alcuni a Chatham (di cui 4 sul vascello ex danese Fyen) e altri in una prigione terrestre a Reading, a ovest di Londra.

### Fonti
1. 1 2 3 4 5  Tree Decks.